# Christian Grobauer

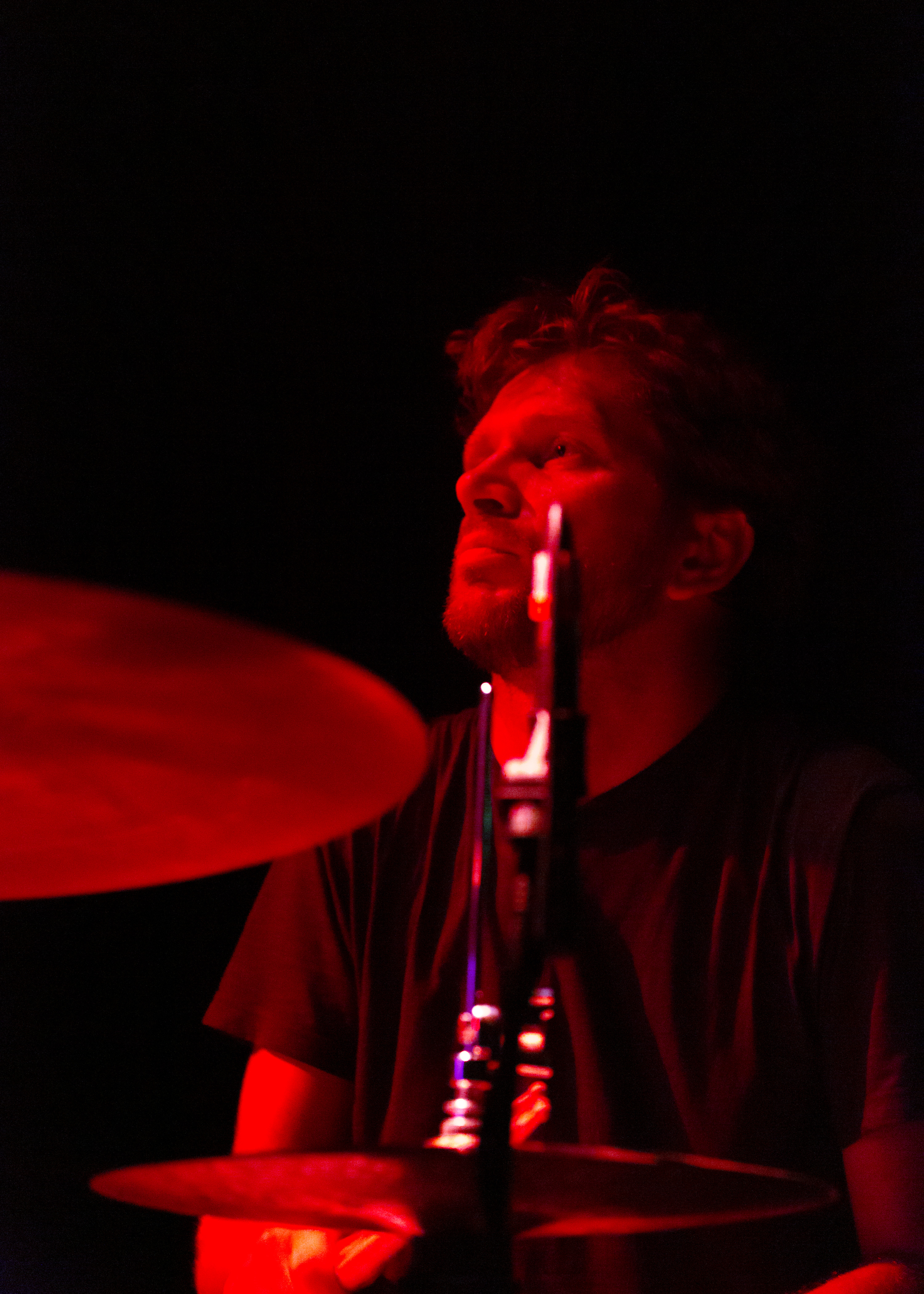
Christian Grobauer (mit Schmieds Puls, 2016)

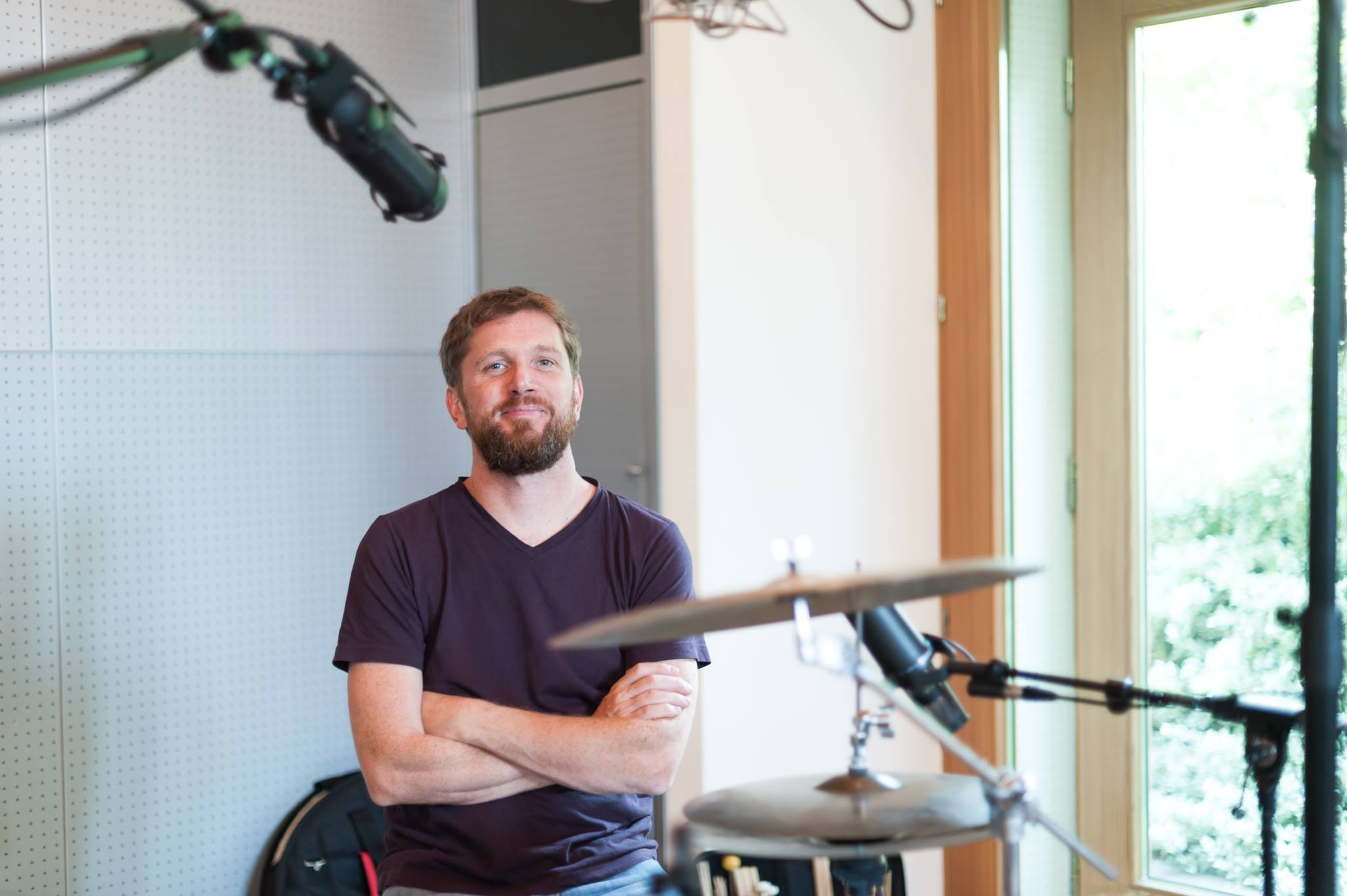
Foto von Christian Grobauer im Tonstudio Wavegarden

Christian Grobauer (* 9. Jänner 1975 in Hollabrunn) ist ein österreichischer Schlagzeuger, Komponist und Arrangeur.

## Wirken
Grobauer spielt seit 1981 Schlagzeug.  Mit Mamadou Diabate & Bekadiya ist er auf der 2003 erschienenen CD Sira Fila zu hören. Im Bereich des Jazz gehörte er seit 2008 zum Quartett Lukas im Dorf mit Jure Pukl, Posaunist Phil Yaeger und Lukas Kranzelbinder. Von 2013 bis zur Auflösung 2019 gehörte er zum Poptrio Schmieds Puls. Mit diesem Trio (zusammen mit Mira Lu Kovacs und Walter Singer) veröffentlichte er drei Alben, war international auf Tour und gewann einen Amadeus Austrian Music Award. Seit 2019 ist Grobauer Mitglied des Quartetts White Noise von Christoph Pepe Auer.
Darüber hinaus begleitet er Willi Landl, aber auch Valérie Sajdik. Zudem trat er mit Steven Bernstein, mit Phoen (Extended), Fatima Spar, Ingrid Diem, Studio Dan, Falb Fiction, Karl Ritter.
Mit unterschiedlichen Bands und Projekten gastierte Grobauer u. a. bei diesen Festivals: Wiener Festwochen – Eröffnung, Popfest, Jazzfest Wien, Jazzfestival Saalfelden, Donauinselfest, Inntöne, Donaufestival, Nine Gates Jazz Festival (Peking/CH), Jazz Circulo (Madrid/ESP), European Jazz Nights (Oslo/NOR), Odessa Jazz Festival (UKR).
Weiters spielte er Schlagzeug bei der Filmmusik des Fernseh-Zweiteilers Der Gewaltfrieden (2011) und der ORF-Produktion Schrille Nacht (2022).

## Diskografie (Auszug)
- Schmieds Puls – Manic Acid Love
- Felix Kramer – Wahrnehmungssache
- Phoen – Extended
- Harald Hauser – Chinaball Session
- Schmieds Puls- I care a little less about everything now
- Bernhard Eder – Reset
- Willi Landl – Sex, Violence
- Marina & the Kats – Swingsalabim
- Schmieds Puls – Play Dead
- Ulrich Datler Trio – A dancing shape
- Lukas im Dorf – very live!
- Mamadou Diabate – Sira Fila
- Bernd Satzinger – Bernd Satzinger´s Wurstsemmerl
- deBas – Somersault
- Sugar Smash – Sling

## Auszeichnungen
- Amadeus Austrian Music Award 2016 – mit Schmieds Puls
- New Austrian Sound of Music 2013 – mit Schmieds Puls
- New Austrian Sound of Music 2011 – mit Lukas im Dorf
- Hans Koller Preis 2006 – mit der Jazzwerkstatt Wien